# André Jensen
 Der er for få eller ingen kildehenvisninger i denne artikel, hvilket er et problem. Du kan hjælpe ved at angive troværdige kilder til de påstande, som fremføres i artiklen.

André Jensen (født 1978) er basunist, tubaist, komponist, arrangør, instruktør og dirigent.
Han modtog i 2009 Léonie Sonnings Musikstipendium for sin alsidighed inden for både rytmisk og klassisk musik. Han er uddannet fra Det Kongelige Danske Musikkonservatorium og fra Conservatorium van Amsterdam, Klassisk og Jazz linjen.
Han er medstifter af AKA Horns (AKA Horns: Trompet, Tenorsax og Trombone) og har blandt andet har spillet backing på Bobo Moreno, Peter Belli, Lars Lilholt, Morten Remar, MC Einar, Søs Fenger og Zididada.
Som komponist har André Jensen skrevet for big band, concertband, harmoniorkester, marchband, mindre klassiske ensembler og solostykker samt etuder.
André er aktiv musiker og har igennem tiden spillet med Tivolis Big Band, Radioens Big Band, Ib Glindemanns Orkester, The Orchestra, Django Bates StoRMChaser, European Jazz Orchestra 2009 og Det ny Teater, m.fl.